# Mäeküla (Kambja)
Mäeküla – wieś w Estonii, w prowincji Tartu, w gminie Kambja.